# Midgeholme
Midgeholme är en by och en civil parish i Cumbria, England. Orten har 67 invånare (2001).